# Watertoren (Rijsoord)
De watertoren van Rijsoord in de Nederlandse gemeente Ridderkerk was een watertoren die in 1906 door Visser & Smit Hanab werd gebouwd. De toren had een hoogte van 19,65 meter; bovenin bevond zich een waterreservoir van 44 m³.
In 1966 is de watertoren gesloopt.